# Славујевац
Славујевац је насеље у Србији у општини Прешево у Пчињском округу. Према попису из 2022. било је 313 становника.
Славујевац лежи у долини испод рујанског врха Чука (662 м). Село се јавља у турским пописима с краја XV века под називом Бугарин и Бугариње. У XVI веку у њему се налазило 16 хишћанских породица. На овим просторима су некада живели Татари, а у близини је потес македноског села Алгиње које се назива Татариновац, а махала Татарин. Махале села Славујевац су: Долинска мала, Џамијска мала, Гарска мала и Карадачка мала.
У Славујевцу су у превој деценији XX столећа живели само Алабанци. Српски родови су се доселили 1912. године и касније.
Село се после Првог светског рата званично назива Славујевац.
У Славујевцу су 31. марта 1999. године граничари Нишког корпуса Војскe Југославије заробили 3 маринца Америчке војске.

## Демографија
У насељу Славујевац живи 349 пунолетних становника, а просечна старост становништва износи 37,2 година (37,3 код мушкараца и 37,2 код жена). У насељу има 146 домаћинстава, а просечан број чланова по домаћинству је 3,30.
Ово насеље је великим делом насељено Србима (према попису из 2002. године), а у последња три пописа, примећен је пад у броју становника.
|  |

| Демографија | Демографија | Демографија |
| Година      | Становника  | Становника  |
| ----------- | ----------- | ----------- |
| 1948.       | 562         |             |
| 1953.       | 603         |             |
| 1961.       | 735         |             |
| 1971.       | 679         |             |
| 1981.       | 553         |             |
| 1991.       | 515         | 496         |
| 2002.       | 482         | 536         |
| 2022.       | 313         |             |

| Етнички састав према попису из 2002.‍ | Етнички састав према попису из 2002.‍ | Етнички састав према попису из 2002.‍ | Етнички састав према попису из 2002.‍ | Етнички састав према попису из 2002.‍ |
| ------------------------------------ | ------------------------------------ | ------------------------------------ | ------------------------------------ | ------------------------------------ |
|                                      |                                      |                                      |                                      |                                      |
| Срби                                 | Срби                                 |                                      | 480                                  | 99,58%                               |
| Македонци                            | Македонци                            |                                      | 1                                    | 0,20%                                |
| непознато                            | непознато                            |                                      | 1                                    | 0,20%                                |

| Година пописа     | 1948. | 1953. | 1961. | 1971. | 1981. | 1991. | 2002. |
| ----------------- | ----- | ----- | ----- | ----- | ----- | ----- | ----- |
| Број домаћинстава | 82    | 87    | 98    | 109   | 107   | 125   | 146   |

| Број чланова      | 1  | 2  | 3  | 4  | 5  | 6  | 7 | 8 | 9 | 10 и више | Просек |
| ----------------- | -- | -- | -- | -- | -- | -- | - | - | - | --------- | ------ |
| Број домаћинстава | 29 | 28 | 20 | 29 | 22 | 15 | 3 | 0 | 0 | 0         | 3,30   |

| Пол    | Укупно | Неожењен/Неудата | Ожењен/Удата | Удовац/Удовица | Разведен/Разведена | Непознато |
| ------ | ------ | ---------------- | ------------ | -------------- | ------------------ | --------- |
| Мушки  | 184    | 41               | 123          | 15             | 5                  | 0         |
| Женски | 179    | 30               | 122          | 26             | 1                  | 0         |
| УКУПНО | 363    | 71               | 245          | 41             | 6                  | 0         |

| Пол    | Укупно                    | Пољопривреда, лов и шумарство | Рибарство                            | Вађење руде и камена | Прерађивачка индустрија       |
| ------ | ------------------------- | ----------------------------- | ------------------------------------ | -------------------- | ----------------------------- |
| Мушки  | 77                        | 11                            | 0                                    | 0                    | 43                            |
| Женски | 49                        | 5                             | 0                                    | 0                    | 35                            |
| УКУПНО | 126                       | 16                            | 0                                    | 0                    | 78                            |
| Пол    | Производња и снабдевање   | Грађевинарство                | Трговина                             | Хотели и ресторани   | Саобраћај, складиштење и везе |
| Мушки  | 0                         | 4                             | 3                                    | 0                    | 5                             |
| Женски | 0                         | 0                             | 2                                    | 1                    | 0                             |
| УКУПНО | 0                         | 4                             | 5                                    | 1                    | 5                             |
| Пол    | Финансијско посредовање   | Некретнине                    | Државна управа и одбрана             | Образовање           | Здравствени и социјални рад   |
| Мушки  | 0                         | 0                             | 5                                    | 1                    | 4                             |
| Женски | 1                         | 0                             | 2                                    | 0                    | 1                             |
| УКУПНО | 1                         | 0                             | 7                                    | 1                    | 5                             |
| Пол    | Остале услужне активности | Приватна домаћинства          | Екстериторијалне организације и тела | Непознато            | Непознато                     |
| Мушки  | 0                         | 0                             | 0                                    | 1                    | 1                             |
| Женски | 0                         | 0                             | 0                                    | 2                    | 2                             |
| УКУПНО | 0                         | 0                             | 0                                    | 3                    | 3                             |